# 阿特拉斯方法
阿特拉斯方法或图表集法（Atlas method），因世界银行固定以美元为计算单位，该核算方式有时也被称之为汇率法是世界銀行估算以美元計價的國民總收入（GNI）的方法。
一個國家的國民總收入在當地（國家）的貨幣轉換成使用阿特拉斯轉換係數，它採用三年平均的美元匯率來平滑過渡匯率波動的影響，調整後的利率之間的差異通貨膨脹的國家（使用國家的GDP平減指數）。由此產生的國民總收入中美元是由該國的年中人口人均獲得國民總收入劃分。
。
使用此法得出的結果，在進行跨國比較時可以減少匯率波動造成的影響
，且有利於世界銀行比較各個經濟體的相對規模，並用它來劃分低，中，高收入國家和設定貸款。